# Поляризация (алгебра Ли)
Поляриза́ция в теории представлений  — максимальное вполне изотропное подпространство определённой кососимметрической билинейной формы на алгебре Ли. Понятие поляризации играет важную роль при построении неприводимых унитарных представлений некоторых классов групп Ли методом орбит, а также в гармоническом анализе на группах Ли и математической физике.

## Определение
Пусть {\displaystyle G} — группа Ли, {\displaystyle {\mathfrak {g}}} — её алгебра Ли, {\displaystyle {\mathfrak {g}}^{*}} — сопряжённое к {\displaystyle {\mathfrak {g}}} пространство. Посредством {\displaystyle \langle f,\,X\rangle } обозначим значение линейного функционала (ковектора) {\displaystyle f\in {\mathfrak {g}}^{*}} на векторе {\displaystyle X\in {\mathfrak {g}}}. Подалгебра {\displaystyle {\mathfrak {h}}} алгебры {\displaystyle {\mathfrak {g}}} называется подчинённой ковектору {\displaystyle f\in {\mathfrak {g}}^{*}}, если выполняется условие
{\displaystyle \langle f,\,[X,\,Y]\rangle =0\quad \forall \quad X,Y\in {\mathfrak {h}}},
или, более коротко,
{\displaystyle \langle f,\,[{\mathfrak {h}},\,{\mathfrak {h}}]\rangle =0}.
Пусть, далее, группа {\displaystyle G} действует на пространстве {\displaystyle {\mathfrak {g}}^{*}} коприсоединённым представлением {\displaystyle \mathrm {Ad} ^{*}}. Обозначим посредством {\displaystyle {\mathcal {O}}_{f}} орбиту этого действия, проходящую через точку {\displaystyle f}, а {\displaystyle {\mathfrak {g}}^{f}} — алгебру Ли группы {\displaystyle \mathrm {Stab} (f)} — стабилизатора точки {\displaystyle f}. Подалгебра {\displaystyle {\mathfrak {h}}\subset {\mathfrak {g}}}, подчинённая функционалу {\displaystyle f}, называется поляризацией алгебры {\displaystyle {\mathfrak {g}}} относительно {\displaystyle f}, или, короче, поляризацией ковектора {\displaystyle f}, если она имеет максимально возможную размерность, а именно
{\displaystyle \dim {\mathfrak {h}}={\frac {1}{2}}\left(\dim \,{\mathfrak {g}}+\dim \,{\mathfrak {g}}^{f}\right)=\dim \,{\mathfrak {g}}-{\frac {1}{2}}\dim \,{\mathcal {O}}_{f}}.

## Условие Пуканского
Исторически важную роль в развитии теории представлений сыграло приведённое ниже условие, найденное Л. Пуканским.
Пусть {\displaystyle {\mathfrak {h}}} — поляризация, соответствующая ковектору {\displaystyle f}, {\displaystyle {\mathfrak {h}}^{\perp }} — её аннулятор, то есть совокупность всех функционалов {\displaystyle \lambda \in {\mathfrak {g}}^{*}}, значение которых на {\displaystyle {\mathfrak {h}}} равно нулю: {\displaystyle {\mathfrak {h}}^{\perp }:=\{\lambda \in {\mathfrak {g}}^{*}|\langle \lambda ,\,{\mathfrak {h}}\rangle =0\}}. Поляризация {\displaystyle {\mathfrak {h}}} называется нормальной, если выполнено условие, которое называется условием Пуканского:
| {\displaystyle f+{\mathfrak {h}}^{\perp }\in {\mathcal {O}}_{f}}. | (1) |

Л. Пуканский показал, что условие (1) гарантирует применимость метода орбит А. Кириллова, разработанного изначально для нильпотентных групп Ли, также к более широкому классу разрешимых групп.

## Свойства
- Поляризация — это максимальное вполне изотропное подпространство билинейной формы {\displaystyle \langle f,\,[\cdot ,\,\cdot ]\rangle } на алгебре Ли {\displaystyle {\mathfrak {g}}}[1][2].
- Поляризация существует не для всякой пары {\displaystyle ({\mathfrak {g}},\,f)}[1][2].
- Если для функционала {\displaystyle f} существует поляризация, то она существует и для любой точки орбиты {\displaystyle {\mathcal {O}}_{f}}, причём если {\displaystyle {\mathfrak {h}}} — поляризация для {\displaystyle f}, то {\displaystyle \mathrm {Ad} _{g}{\mathfrak {h}}} — поляризация для {\displaystyle \mathrm {Ad} _{g}^{*}f}. Таким образом, существование поляризации — свойство орбиты в целом[1].
- Если алгебра Ли {\displaystyle {\mathfrak {g}}} вполне разрешима, то для неё существует поляризация относительно каждой точки {\displaystyle f\in {\mathfrak {g}}^{*}}[2].
- Если {\displaystyle {\mathcal {O}}} — орбита общего положения, то относительно каждой её точки для любой алгебры Ли имеется поляризация, причём её можно выбрать разрешимой[2].
- Если для орбиты {\displaystyle {\mathcal {O}}} существует поляризация, то вложение {\displaystyle {\mathcal {O}}\hookrightarrow {\mathfrak {g}}^{*}} может быть реализовано функциями {\displaystyle f_{i}(q,p),\ i=1,...,\dim {\mathfrak {g}}}, линейными по {\displaystyle 1/2\,\dim {\mathcal {O}}} переменным {\displaystyle p}, где {\displaystyle (q,\,p)} — канонические координаты для формы Кириллова на орбите {\displaystyle {\mathcal {O}}}.[5][6].